# Giro dell'Emilia 2013
Il Giro dell'Emilia 2013, novantaseiesima edizione della corsa e valida come evento dell'UCI Europe Tour 2013 categoria 1.HC, si svolse il 12 ottobre 2013 su un percorso di 203,5 km. La vittoria fu appannaggio dell'italiano Diego Ulissi, che completò il percorso in 5h00'53", precedendo il danese Chris Anker Sørensen e il connazionale Davide Villella.
Sul traguardo di San Luca 39 ciclisti, su 94 partiti da Modena, portarono a termine la competizione.

## Squadre e corridori partecipanti
| N.    | Cod. | Squadra                      |
| ----- | ---- | ---------------------------- |
| 1-8   | TST  | Team Saxo-Tinkoff            |
| 11-18 | CAN  | Cannondale Pro Cycling       |
| 21-28 | LAM  | Lampre-Merida                |
| 31-38 | AST  | Astana Pro Team              |
| 41-48 | ALM  | AG2R La Mondiale             |
| 51-58 | CCC  | CCC Polsat Polkowice         |
| 61-68 | AND  | Androni Giocattoli-Venezuela |

| N.      | Cod. | Squadra                     |
| ------- | ---- | --------------------------- |
| 71-78   | BAR  | Bardiani Valvole-CSF Inox   |
| 81-88   | VIN  | Vini Fantini-Selle Italia   |
| 91-98   | COL  | Colombia                    |
| 101-108 | RVL  | RusVelo                     |
| 111-118 | MTN  | MTN-Qhubeka                 |
| 131-138 | CEF  | Ceramica Flaminia-Fondriest |

## Ordine d'arrivo (Top 10)
| Pos. | Corridore            | Squadra            | Tempo    |
| ---- | -------------------- | ------------------ | -------- |
| 1    | Diego Ulissi         | Lampre-Merida      | 5h00'53" |
| 2    | Chris Anker Sørensen | Saxo-Tinkoff       | a 1"     |
| 3    | Davide Villella      | Cannondale         | s.t.     |
| 4    | Franco Pellizotti    | Androni Giocattoli | a 4"     |
| 5    | Manuel Bongiorno     | Bardiani           | a 6"     |
| 6    | Edoardo Zardini      | Bardiani           | a 8"     |
| 7    | Mauro Finetto        | Vini Fantini       | a 14"    |
| 8    | Michele Scarponi     | Lampre-Merida      | a 27"    |
| 9    | Domenico Pozzovivo   | AG2R La Mondiale   | a 29"    |
| 10   | Emanuele Sella       | Androni Giocattoli | a 40"    |